# Hendrik Herp
Hendrik Herp (* ca. 1400/1410; † 22. Februar 1477 oder 1478 in Mechelen) war ein  flämischer Franziskaner (Observanten) und Autor mystischer Meditationsliteratur der Devotio moderna. Sein bekanntestes Werk, das in mehrere Sprachen übersetzt wurde, war der Spieghel der volcomenheit (Spiegel der Vollkommenheit). Seine Schriften und gesammelten Predigten wurden nach seinem Tode vielfach übersetzt, gedruckt und verbreitet und waren im 16. und 17. Jahrhundert insbesondere in den Niederlanden, Frankreich, Italien und Spanien von großem Einfluss.

## Leben
Herp wurde vermutlich in Erp (heute Teil der Gemeinde Veghel) in Nordbrabant um 1410 geboren, aber es mag auch Erp bei Düren gewesen sein. Über seine frühen Jahre ist nahezu nichts bekannt. Im Jahre 1429 soll er sich an der Universität in Löwen immatrikuliert haben. Im Jahre 1445 wird sein Name zum ersten Mal urkundlich erwähnt, als er Rektor der Brüder vom gemeinsamen Leben („Fraterherren“) in deren Haus „Hieronymusthal“ in Delft war. Er war ein berühmter Prediger, und die Brüder vom Heiligen Geist in Gouda baten ihn, auch ihnen die Collationen zu halten. Da er als Rektor von Delft dies nicht selbst konnte, sandte er einen anderen Prediger dorthin und ernannte diesen zum Rektor einer neuen Fraterherren-Niederlassung in Gouda. Dies geschah ohne die Zustimmung seiner Oberen und seiner Mitbrüder in Delft, und so kam es zu Streit. Man legte ihm schließlich nahe, das Rektorat in Delft niederzulegen. Er tat dies und wurde von 1446 bis 1450 Rektor des Konvents St. Paul in Gouda. Dennoch scheint man seiner Stiftung in Gouda weiterhin die volle Anerkennung versagt zu haben und ihm mit Misstrauen begegnet zu sein.
Im Jahre 1450 pilgerte er nach Rom, wahrscheinlich um einen schon länger gehegten Plan auszuführen: er wurde Franziskaner im Konvent Santa Maria in Aracoeli. Ohne Zweifel hatte er in Gouda Franziskaner-Observanten kennengelernt, denn fast zur gleichen Zeit, als er nach Gouda ging, gründeten die Observanten dort eine Niederlassung, und die Observanten standen mit den Fraterherren in reger Beziehung. Drei oder vier Jahre später wurde er Guardian des Franziskanerkonvents in Mechelen, ein Amt, das er in der Folge noch mehrfach (1467, 1473–77) innehatte. Auch in Antwerpen war er zeitweilig (1460–1462) Guardian eines Konvents. Von 1470 bis 1473 war er Provinzvikar der Kölnischen Franziskanerprovinz (Colonia). In dieser Zeit etablierte er Franziskanerklöster in
Boetendaal bei Brüssel (1467/71), Amersfoort (1471), Herentals (1471/74) und Haarlem (1471). Danach kehrte er wieder als Guardian nach Mechelen zurück, wo er 1478 starb.
Der Franziskaner Arthur du Monstier nannte Hendrik Herp in seinem Martyrologium Franciscanum (2. Auflage, Paris, 1653) einen Seligen („Beatus“); allerdings bedachte er wohl so ziemlich alle in seiner Sammlung mit der Bezeichnung „Beatus“ oder „Sanctus“.

## Werke
Herp verfasste sowohl oratorische als auch asketisch-mystische Werke. Nur eine seiner Arbeiten wurde zu seinen Lebzeiten gedruckt, das Speculum aureum decem praeceptorum Dei (Mainz, 1474), eine Sammlung von 213 seiner Predigten zu den zehn Geboten. Zehn Jahre später erschien eine zweite Sammlung von 222 Predigten unter dem Titel Sermones de Tempore, de Sanctis, de tribus partibus poenitentiae, de Adventu (Speyer, 1484). Beide Werke zitieren sehr häufig aus den Werken von Thomas von Aquin, Alexander von Hales und Bernhard von Clairvaux und wurden immer wieder neu gedruckt.
Sein Hauptwerk war der Spieghel der volcomenheit, der an seine Schwiegertochter, eine fromme Witwe, gerichtet war und in der Zeit 1455–1460 entstand. Das Werk wurde erstmals im Jahre 1501 gedruckt, 1513 ins Lateinische übersetzt und zusammen mit einigen kürzeren Abhandlungen zu verwandten Themen unter dem Titel Directorium Aureum contemplativorum in Köln gedruckt, und danach ins Italienische, Spanische und Deutsche übersetzt. In dieser Schrift bündelt Herp Gedanken und Lehren von Bonaventura, Thomas von Aquin, Hugo de Balma, Rudolf von Biberach, Jan van Ruysbroek, Rulman Merswin, Johannes Tauler und anderen.
1538 erschien in Köln, herausgegeben von dem Kartäuser Dietrich Loher, die Theologica Mystica, eine lateinische Übersetzung der Sammlung seiner wichtigsten mystischen Werke. Die Ausgabe bestand aus drei Hauptteilen: Soliloquium divini Amoris, Directorium Aureum contemplativorum, und Paradisus contemplativorum, wobei der zweite Teil eine Neuauflage des Drucks von 1513 war. Lohers Neuausgabe von 1556, die Ignatius von Loyola gewidmet war, landete 1559 auf dem Index. Die folgenden Ausgaben wurden deshalb redigiert, aber auch 1580 und 1583 fand sich das Werk noch indiziert. In der Ausgabe von 1586 war dann der Spieghel der volcomenheit von Pieter Blommeveen ins Lateinische übersetzt. Bis 1611 wurde die Theologica Mystica mindestens fünf Mal neu aufgelegt und auch ins Deutsche und Französische übersetzt.
Herps Bedeutung lag nicht in der Originalität seiner Lehre, sondern in dem weitreichenden Einfluss seines Hauptwerks, des Spiegels der Vollkommenheit. Seine mystische Theologie griff verschiedene Strömungen der Spiritualität auf, so die franziskanische, die zisterziensische, die des Kartäusers Dionysius van Rijkel, die des Dominikaners Johannes Tauler, vor allem aber die des Augustiner-Regularkanonikers Jan van Ruysbroek. Herp predigte die unione mystica, die Einung der Seele mit Gott, und schilderte mit großer Genauigkeit die verschiedenen inneren Zustände der Seele in ihrem Streben nach der mystischen Einung mit Gott. Seine Werke wurden noch 1633 auf dem Generalkapitel der Franziskaner in Toledo als offizielles Lehrbuch der Mystik für den ganzen Franziskanerorden erklärt.

## Namen
Hendrik Herps Vorname erscheint in den weiteren Formen Henricus, Hendricus, Heinrich, Enrique, Henri, Henry und Hendrick. Zu seinem Nachnamen gibt es noch wesentlich mehr Varianten: Herp, de Herp, of Herp, aus Herp, van Herp, Erp, de Erp, van Erp, Herpf, de Herpf, de Herph, Herpius, Herphius, Hervius, Harp, Harpf, Harff, Harph, de Harph, de la Harpe, Harpius, Harphius, sowie gräzisiert: Citharoedus, Citharaedus.